# ブルドックソース
ブルドックソース株式会社（英: BULL-DOG SAUCE CO.,LTD.）は、東京都中央区に本社を置く調味料メーカーである。
社名の英語表記はBull-Dogであるが、日本語表記はブルドッグではなくブルドックが正しい。これは創業者が命名時に濁音が続く語感を避けるため、あえて使い分けたという。

## 概要
家庭用・業務用のソース、その他調味料の製造販売をしている。取扱品目は、とんかつ、お好み焼き、ソース焼きそばなどに利用されるウスターソースや濃縮ソースをはじめ、ドレッシング（和風ソース）等の用途別ソース類の他、和風スパゲティー素材「まぜりゃんせ」シリーズ、発芽玄米など。2005年（平成17年）には、イカリソースのブランドを取得し関西地方の市場を強化した。また2019年にはミツワソースで知られる広島地盤のサンフーズを企業買収し、グループで西日本での販売エリアを強化している。
「ブルドックソース」の「ブルドック」は、1900年頃の日本で外来犬のブルドッグがペットとして流行しており、洋食も外来ゆえ「ブルドッグのように可愛がってもらいたい」との意味から採用された。現在も会社のシンボルマークにブルドッグ犬のイラストが使われている。
なお、同社は業務用より個人需要向けのシェアが高く首都圏のシェアは50％以上。また中濃ソースが主力商品であるが、中濃ソースを初めて開発した企業はキッコーマンであり、同社は後発（1966年）である。

## 沿革
- 1902年（明治38年） - 小島仲三郎が食品卸の「三澤屋商店」として創業。
- 1905年（明治41年） - ソースの製造販売を開始[注 1]。
- 1926年（大正15年）9月 - 「ブルドックソース食品株式会社」として会社法人を設立[注 2]。
- 1940年（昭和15年） - ブルドック食品株式会社に商号を変更。
- 1944年（昭和19年）3月 - 太平洋戦争に伴って外来語の使用が禁止されたため、三澤工業株式会社に商号を変更
- 1945年（昭和20年）12月 - ブルドック食品株式会社に商号を再変更。
- 1949年（昭和24年）
  - ブルドックソースの名前を商標登録。
  - ボーアソース（現在のとんかつソース）を発売[注 3]。
- 1962年（昭和37年） - ブルドックソース株式会社に商号を変更。
- 1966年（昭和41年） - 中濃ソースを発売。
- 1969年（昭和44年） - 容器をそれまでのガラス瓶からポリ塩化ビニルの容器へ変更[7]。
- 1973年（昭和48年）5月16日 - 東京証券取引所第2部上場[8]。
- 2005年（平成17年）11月 - 子会社を通じて会社更生法により経営再建中のイカリソースの営業権を譲り受けた[注 4]。
- 2007年（平成19年） - スティール・パートナーズによる敵対的TOB「ブルドックソース事件」が起こる。
- 2009年（平成21年）7月 - 中華人民共和国に現地法人として富留得客（北京）商貿有限公司を設立。
- 2019年（令和元年）10月 - サンフーズ株式会社を完全子会社化[10] 。
- 2021年（令和3年）1月14日 - 東京証券取引所第1部に指定替え[8][11]。

## 事業所

### 本社
- 本社（東京都中央区日本橋兜町11-5）

### 工場
- 鳩ヶ谷工場・物流部・研究開発部（埼玉県川口市三ツ和3-6-1）
- 館林工場（群馬県館林市大新田町61-5）

### 支店・営業所
- 関東支店（栃木県宇都宮市東宿郷4-2-20 KDビル7階）
  - 新潟営業所（新潟市中央区南笹口2-7-16 東都ビル1階）
- 札幌支店（札幌市白石区本郷通5丁目北5-1）
- 仙台支店（仙台市若林区卸町1-4-6）
- 名古屋支店（名古屋市名東区社台3-230 グランドビル4階）
- 大阪支店（大阪市福島区福島3-14-24 福島阪神ビルディング8階）
  - 広島営業所（広島市東区光町2-7-35 光町Uビル5階）
- 福岡支店（福岡市博多区住吉4-3-2 博多エイトビル207）

## 広報活動

### 提供番組（過去）
- 土曜大好き!830（関西テレビ制作・フジテレビ系列）
- 土曜ぴーぷる（同上）
- 土井勝おかずのクッキング（テレビ朝日）

### CMキャラクター（過去のものを含む）
- 桑原和男
- 栗原はるみ
- 山本晋也 - ケチャップソース。女性が「ケチャップソース」料理に関する事を述べていると、山本をイメージしたブルドッグ人形が登場した。
- 松本伊代 - かつて和風パスタソース『まぜりゃんせ』のCMイメージキャラクターに起用されていた。
- バカボンのママ - アニメ『天才バカボン』のキャラクターで『東京のお好みソース』のCMイメージキャラクターに起用されていた。この『東京のお好みソース』のCMソングを歌っていたのは中森明菜。ナレーターは俵孝太郎。

### 映画
- 男はつらいよ 寅次郎夕焼け小焼け（1976年） - 「協力」名義。作中にブルドックソースが登場する。

## 製品ギャラリー

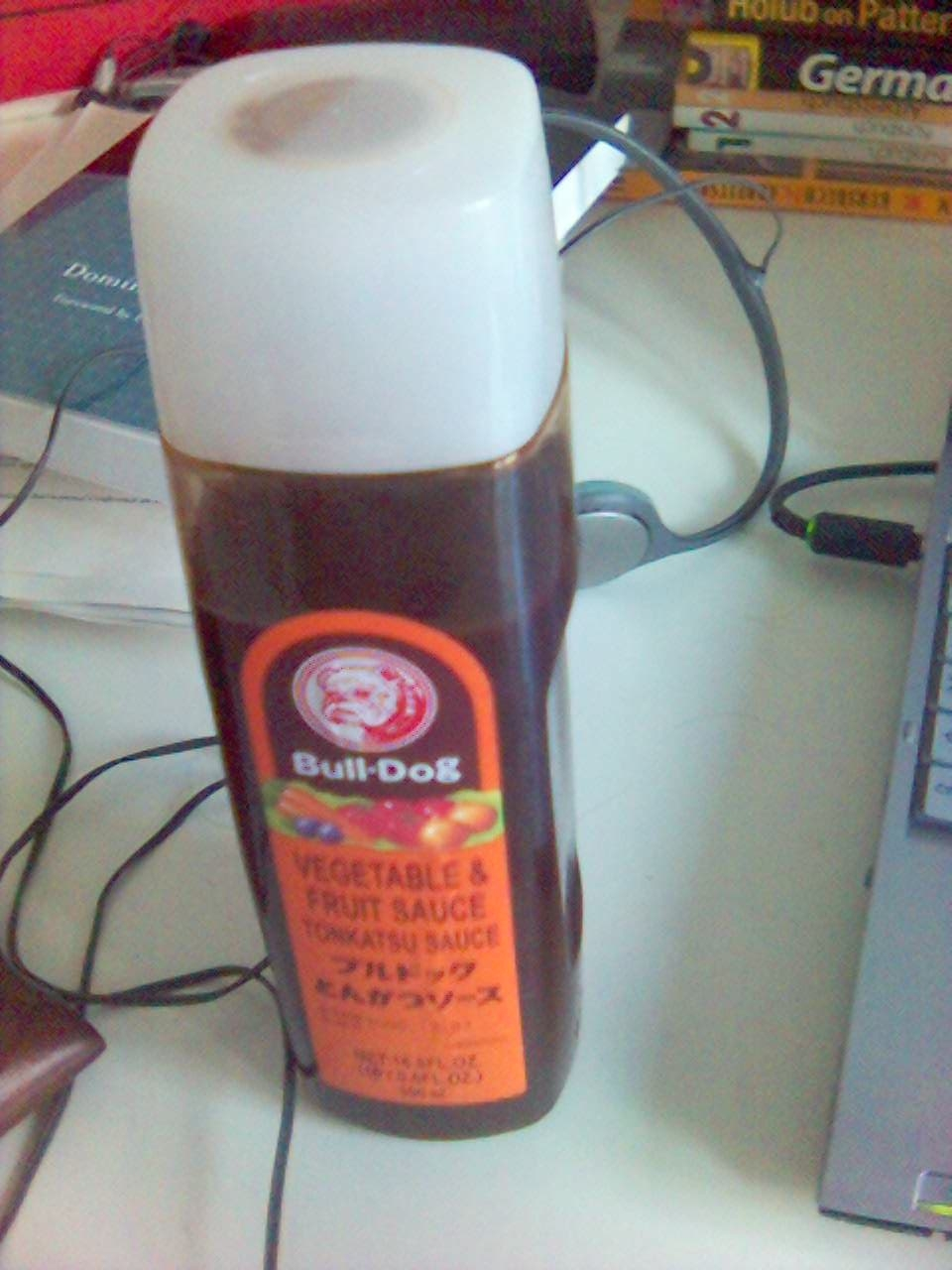
とんかつソース
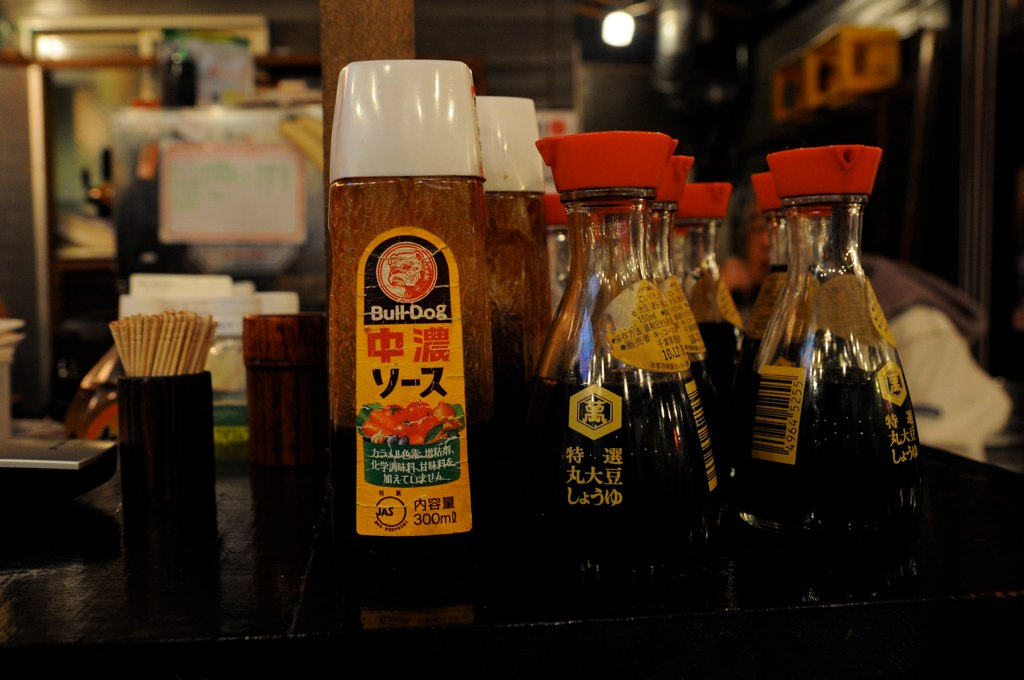
中濃ソース

## ブルドックソース事件
2007年に米国投資ファンドのスティール・パートナーズがブルドックソースに対して敵対的TOBを発表した、いわゆる「ブルドックソース事件」でも知られる。買収への対抗策として、ブルドックソースは日本初となるポイズン・ピルと呼ばれる買収防衛策を実施した。スティール・パートナーズも対抗し法廷闘争にもつれ込んだが、最終的に最高裁でブルドックソースが勝利を収めた。